# Žitomir Terčelj
Žitomir Terčelj, slovenski učitelj in čebelarski strokovnjak, * 15. junij 1921, Ajdovščina, Kraljevina Italija, † 25. marec 1989, Trst, Republika Italija.

## Življenje in delo
Ljudsko šolo je obiskoval v rojstnem kraju. Zaradi fašističnih pritiskov se je družina preselila v Gorico. Tu je končal višjo trgovsko šolo in se na tržaški Univerzi vpisal na Ekonomsko fakulteto. Študij je prekinil, ker je bil vpoklican v italijansko mornarico. Bil je sprejet na akademijo vojne mornarice v Livornu. Julija 1943 je postal pomožni mornariški častnik na vojni ladji Sirtori in bil poslan na vojno področje v Sredozemlju. Ladja je bila septembra 1943 potopljena pri Krfu. Terčelja, ki je bil med preživelimi so zajeli Nemci in 26. septembra 1943 odpeljali v taborišče Deblin-Irena na Poljsko. Konec vojne je dočakal v Hamburgu. Sredi avgusta 1945 se je vrnil domov, nadaljeval s študijem in leta 1949 diplomiral.
Po končanem študiju se je zaposlil. Poučeval je na raznih tržaških poklicnih šolah. Tast Mirko Legiša, znani živinozdravnik iz Mavhinj pri Sesljanu ga je uvedel v čebelarstvo, ki ga je tako vzljubil, da si je ob svojem domu v Vižovljah uredil vzoren čebelnjak. Proučeval je slovensko in mednarodno literaturo in postal cenjen strokovnjak. Bil je med pobudniki in ustanovitelji čebelarskega konzorcija za Tržaško pokrajino in vrsto let do sredine leta 1985, ko je odstopil tudi njegov predsednik. Z rednimi sestanki in predavanji je skrbel za poglabljanje znanja med čebelarji. Objavljal je strokovne članke v tedniku Gospodarstvo in večkrat predaval tudi za kmetijsko oddajo na Radiu Trst A. Vzdrževal je redne stike s Čebelarsko zvezo Slovenije in konzorcijem južnotirolskih čebelarjev. Kot predavatelj se je udeležil tudi nekaterih mednarodnih čebelarskih srečanj in prireditev.